# Emil Holz
Emil Holz (* 10. April 1840 in Stuttgart; † 4. November 1915 in Charlottenburg) war ein deutscher Ingenieur der Eisenhüttenkunde und Industrieller. Mehr als zwei Jahrzehnte war er in leitenden Stellungen bei den Witkowitzer Eisenwerken tätig.

## Leben
Emil Holz studierte am Polytechnikum Stuttgart Hüttenkunde und wurde dort Mitglied des Corps Stauffia. 1861 ging er für ein Jahr an die Bergakademie Leoben zu Peter Tunner. 1862 legte er in Stuttgart die Staatsexamina für das Berg-, Hütten- und Salinenwesen ab. Nach praktischer Tätigkeit in den Werken Königsbronn und Itzelberg des Königlichen Hüttenwerks Wasseralfingen legte er im Juni 1863 das zweite Staatsexamen ab.
Seine ersten Anstellungen in der privaten Industrie hatte er bei der Prager Eisenindustrie-Gesellschaft in Kladno, ab 1865 bei den von Roll’schen Eisenwerken in Solothurn als Direktor des Hochofenwerks Choindez und ab 1867 bei der Jünkerather Gewerkschaft in Düsseldorf unter Carl Poensgen. 1870 wurde er der Leiter für den Bau und des Betriebes des Hochofenwerks der Dortmunder Hütte von Bethel Henry Strousberg. Nachdem er 1872 zum Hochofenwerk der Sächsischen Eisenindustrie AG in Pirna gewechselt war, wurde er 1875 Leiter der Dillenburger Adolfhütte von Frank & Giebeler.
1878 trat er in die Dienste der Witkowitzer Eisenwerke in Mährisch-Ostrau unter Paul Kupelwieser. Zunächst Chef der Hochofenanlage wurde er stellvertretender Generaldirektor und 1893 Generaldirektor als Nachfolger Kupelwiesers. Holz baute das Witkowitzer Eisenwerk mit über 10.000 Mitarbeitern zum größten Industrieunternehmen der Österreichisch-ungarischen Monarchie aus. Dabei führte er als erster die Verhüttung von Kiesabbränden ein, die er gezielt in einer Nebenanlage des Eisenwerkes produzierte. Aus den Kokerreiabgasen isolierte er Ammoniak und Benzol als Wertstoffe. Durch Einführung des kombinierten Prozesses konnte er die Wirtschaftlichkeit der Stahlgewinnung deutlich steigern. Dabei wurde nach Vorblasen des flüssigen Roheisens in der Bessemerbirne die Stahlgewinnung im Martinofen abgeschlossen. Die Erzbasis des Hüttenwerkes erweiterte er durch Erwerb der Grubenfelder von Rudobanya-Telekes, der Kotterbacher-Poracser Bergwerke in Oberungarn und der Koskullskulle-Gellivara in Schweden. Sein soziales Engagement galt den Wohlfahrtseinrichtungen und der Fürsorge der Mitarbeiter des Witkowitzer Eisenwerks.
1901 trat Holz als Generaldirektor zurück und zog nach Berlin, von wo er sich seinen Familienunternehmungen widmete und beratend tätig blieb. Sein Schwiegersohn war der Eisenindustrielle Wilhelm Hegenscheidt (1861–1895) in Ratibor.

## Auszeichnungen
- Verleihung der Ehrendoktorwürde eines Dr.-Ing. E. h. der Technischen Hochschule Stuttgart, 1910
- Verleihung der Carl-Lueg-Denkmünze des Stahlinstituts VDEh, 1910